# Riccardo Gandolfi
Riccardo Gandolfi   (Voghera, 16 de febrer de 1839 - Florència, 5 de febrer de 1920) fou un musicògraf i compositor italià.
Deixeble de Conti i de Pacini, el 1869 fou nomenat inspector d'estudis del Reial Institut de Música de Florència i el 1889 bibliotecari del mateix centre. Al principi es va donar a conèixer com a compositor dramàtic amb les òperes Aldina (1863), Paggio (1865), i Il conte de Monreale (1872), però després va renunciar a escriure per a l'escena i es va dedicar a la música religiosa i instrumental, havent-se de citar entre les seves obres d'aquests gèneres:
- una Simfonia;
- diverses obertures
- un Rèquiem;
- dues Misses;
- un Salm per a solos, cor i orquestra;
- una cantata Il battesimo di Santa Cecília, etc.

A més, se li deuen:
- Gioacchino Rossini (1887);
- Appunti intorno agli instrumenti ad arco'' (1887);
- Una riparazione a proposito di Francesco Landino (1889);
- Commemorazione di Wolfgang Amedeo Mozart nel 1º centenario della sua morte (1892);
- Illustrazioni di alcuni cimeli concernenti l'arte musicale in Firenze (1892);
- Appunti di storia musicale (1892).